# Эймос, Эдриан
Эдриан Джеральд Эймос-младший (англ. Adrian Gerald Amos, Jr., 29 апреля 1993, Балтимор) — профессиональный американский футболист, выступающий на позиции сэйфти в клубе НФЛ «Грин-Бей Пэкерс».

## Биография

### Любительская карьера
Эдриан родился 29 апреля 1993 года в Балтиморе, штат Мэриленд. Он окончил католическую старшую школу Калверт-Холл в Таусоне. В выпускной год в составе школьной команды Эймос сделал 78 захватов и был признан Игроком года защиты в Балтиморе. После окончания школы он поступил в Университет штата Пенсильвания, где изучал менеджмент в сфере туризма и отдыха. 
В 2011 году, в свой первый сезон в составе «Ниттани Лайонс», Эдриан принял участие во всех матчах команды, выходя на поле в роли корнербека и в составе спецкоманд. В игре с «Индиана Стейт Сикаморс» Эймос сделал возврат на 46 ярдов после перехвата. В 2012 году он закрепился в стартовом составе команды, сыграв во всех двенадцати матчах. Защита «Ниттани Лайонс» стала шестнадцатой в национальном чемпионате и второй в конференции, пропуская в среднем по 19,1 очка за игру. С третьего года выступлений в NCAA Эймос начал играть на позиции сэйфти.

#### Статистика выступлений в NCAA
| Сезон | Команда                   | Игры | Захваты | Захваты | Захваты | Захваты | Захваты | Перехваты | Перехваты | Перехваты | Перехваты | Перехваты | Фамблы | Фамблы | Фамблы | Фамблы |
| Сезон | Команда                   | Игры | Solo    | Ast     | Tot     | Loss    | Sk      | Int       | Yds       | Y/R       | TD        | PD        | FR     | Yds    | TD     | FF     |
| ----- | ------------------------- | ---- | ------- | ------- | ------- | ------- | ------- | --------- | --------- | --------- | --------- | --------- | ------ | ------ | ------ | ------ |
| 2011  | Пенн Стейт Ниттани Лайонс | 12   | 9       | 4       | 13      | 0,0     | 0,0     | 1         | 46        | 46,0      | 0         | 4         | 0      | 0      | 0      | 0      |
| 2012  | Пенн Стейт Ниттани Лайонс | 12   | 31      | 13      | 44      | 2,5     | 0,5     | 2         | 54        | 27,0      | 0         | 0         | 0      | 0      | 0      | 0      |
| 2013  | Пенн Стейт Ниттани Лайонс | 11   | 32      | 18      | 50      | 4,0     | 2,5     | 1         | 0         | 0,0       | 0         | 5         | 0      | 0      | 0      | 0      |
| 2014  | Пенн Стейт Ниттани Лайонс | 13   | 29      | 12      | 41      | 2,5     | 0,0     | 3         | 35        | 11,7      | 0         | 6         | 0      | 0      | 0      | 0      |
| Всего | Всего                     | 48   | 101     | 47      | 148     | 9,0     | 3,0     | 7         | 135       | 19,3      | 0         | 15        | 0      | 0      | 0      | 0      |

### Профессиональная карьера
В 2015 году перед драфтом НФЛ в качестве положительных качеств Эймоса скауты отмечали атлетизм и подвижность, умение читать игру, надёжные действия при зонной защите. Минусами отмечали недостаточную эффективность при розыгрыше выносных комбинаций, не самую лучшую технику захватов и чрезмерно осторожную игру. Эксперты сайта НФЛ прогнозировали ему выбор в третьем или четвёртом раунде. На драфте Эдриан был выбран клубом «Чикаго Беарс» в пятом раунде под общим 142 номером.
В дебютном сезоне в Национальной футбольной лиге Эдриан сыграл в стартовом составе «Беарс» во всех шестнадцати играх, вытеснив из основы Брока Верина, выбранного клубом на драфте годом раньше. В играх регулярного чемпионата он сделал пятьдесят семь захватов, став вторым игроком клуба по этому показателю, уступив только лайнбекеру Кристиану Джонсу. Эймос также вошёл в состав сборной новичков по версии Ассоциации журналистов, пишущих о профессиональном футболе. Сезон 2016 года он провёл слабее, хотя недостаток эффективности практически не отразился на его статистических показателях.
В начале сезона 2017 года Эймос был третьм сэйфти команды после ветерана Квинтина Демпса и новичка Эдди Джексона. В третьей игре сезона Демпс сломал руку, после чего Эдриан вернулся в основной состав команды. В играх регулярного чемпионата он сделал рекордные для себя шестьдесят захватов и первый в карьере перехват. По оценкам сайта Pro Football Focus Эймос стал одним из лучших игроков своей позицией с оценкой 92 балла из 100 возможных. В 2018 году он обновил свой личный рекорд, сделав семьдесят три захвата и прибавив к ним один сэк и два перехвата. По окончании чемпионата Эдриан получил статус свободного агента.
В марте 2019 года Эймос подписал четырёхлетний контракт с «Грин-Бей Пэкерс», сумма соглашения составила 37 млн долларов. После этого Эдриан вошёл в десятку самых высокооплачиваемых сэйфти в лиге.

#### Статистика выступлений в НФЛ

##### Регулярный чемпионат
| Сезон | Команда      | Игры | Захваты | Захваты | Захваты | Захваты | Захваты | Перехваты | Перехваты | Перехваты | Перехваты | Перехваты | Фамблы | Фамблы | Фамблы | Фамблы |
| Сезон | Команда      | Игры | Solo    | Ast     | Tot     | Loss    | Sk      | Int       | Yds       | Y/R       | TD        | PD        | FR     | Yds    | TD     | FF     |
| ----- | ------------ | ---- | ------- | ------- | ------- | ------- | ------- | --------- | --------- | --------- | --------- | --------- | ------ | ------ | ------ | ------ |
| 2015  | Чикаго Беарс | 16   | 57      | 10      | 67      | 2       | 1,0     | 0         | 0         | 0,0       | 0         | 2         | 0      | 0      | 0      | 0      |
| 2016  | Чикаго Беарс | 15   | 54      | 8       | 62      | 3       | 0,0     | 0         | 0         | 0,0       | 0         | 4         | 1      | 21     | 0      | 1      |
| 2017  | Чикаго Беарс | 13   | 60      | 7       | 67      | 6       | 0,0     | 1         | 90        | 90,0      | 1         | 3         | 1      | 4      | 0      | 2      |
| 2018  | Чикаго Беарс | 16   | 59      | 14      | 73      | 2       | 1,0     | 2         | 27        | 13,5      | 0         | 9         | 1      | 15     | 0      | 0      |
| Всего | Всего        | 60   | 230     | 39      | 269     | 13      | 2,0     | 3         | 117       | 39,0      | 1         | 16        | 3      | 40     | 0      | 3      |

##### Плей-офф
| Сезон | Команда      | Игры | Захваты | Захваты | Захваты | Захваты | Захваты | Перехваты | Перехваты | Перехваты | Перехваты | Перехваты | Фамблы | Фамблы | Фамблы | Фамблы |
| Сезон | Команда      | Игры | Solo    | Ast     | Tot     | Loss    | Sk      | Int       | Yds       | Y/R       | TD        | PD        | FR     | Yds    | TD     | FF     |
| ----- | ------------ | ---- | ------- | ------- | ------- | ------- | ------- | --------- | --------- | --------- | --------- | --------- | ------ | ------ | ------ | ------ |
| 2018  | Чикаго Беарс | 1    | 5       | 1       | 6       | 0       | 0,0     | 1         | 0         | 0,0       | 0         | 2         | 0      | 0      | 0      | 0      |
| Всего | Всего        | 1    | 5       | 1       | 6       | 0       | 0,0     | 1         | 0         | 0,0       | 0         | 2         | 0      | 0      | 0      | 0      |